# Красний Кут (Курська область)
Красний Кут (рос. Красный Кут) — хутір в Медвенському районі Курської області Російської Федерації.
Населення становить 16 осіб. Входить до складу муніципального утворення Паникинська сільрада.

## Історія
Населений пункт розташований на території українського етнічного та культурного краю Східна Слобожанщина.
Від 2004 року входить до складу муніципального утворення Паникинська сільрада.

## Населення
| 2002 | 2010 |
| ---- | ---- |
| 5    | ↗16  |